# ジョージ・バンクーバー

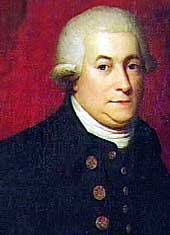
ジョージ・バンクーバー

ジョージ・バンクーバー（英語：George Vancouver、1757年6月22日 - 1798年5月10日）は、アメリカ合衆国ワシントン州・オレゴン州からカナダ・ブリティッシュコロンビア州を探検した探検家・イギリス海軍士官（艦長）として知られている。彼は、カナダの西海岸に複数存在するバンクーバーを含む地名の名祖でもある。ブリティッシュコロンビア州議事堂のドームの上には彼の銅像が建っている。

## 生涯
イギリス・ノーフォークのキングズ・リン生まれ。ジェームズ・クックの第2回、第3回航海に加わり、1794年には船長に昇進して、オーストラリアとニュージーランド実地調査した。1791年から1794年にかけて北アメリカの太平洋岸調査を、サンフランシスコから南アラスカまでに拡大し、かつ正確に行ったことで有名。